# Jean-Baptiste Charles Joseph Bélanger
Jean-Baptiste Charles Joseph Bélanger (francès: Jean-Baptiste Charles Bélanger)  (Valenciennes, 4 d'abril de 1790 - Neuilly-sur-Seine, 8 de maig de 1874) va ser un matemàtic francès que treballà en els camps de la hidràulica i la hidrodinàmica. Va ser professor a l'École Centrale des Arts et Manufactures, École Polytechnique i École des Ponts et Chaussées de França. El 1828 va treballar en el desenvolupament de l'equació per a fluxos variables en canals oberts (Bélanger 1828) i l'aplicació del principi del moment en el flux hidràulic el 1838 (Bélanger 1841).

## Biografia
Nasqué a Valenciennes, fill d'un mestre serraller. Després dels seus estudis a l'École Polytechnique i després a l'École des Ponts et Chaussées va esdevenir enginyer del cos de d'Enginyers de l'Estat. El 1816 va ser destinat a La Reula (Alta Garona), el 1821 al canal del Somme i el 1826 al canal de les Ardenes. Va ser en aquests llocs on es va interessar en l'estudi de la hidràulica per preveure els fluxes d'aigua dels canals i per gestionar els recursos hídrics per a mantenir la navegabilitat dels canals.
A continuació va treballar conjuntament amb Camille Polonceau en el disseny dels ferrocarrils dels entorns de París.
Més tard, com a membre del personal acadèmic de les principals escoles d'enginyeria franceses (École Centrale des Arts et Manufactures entre 1838 i 1864, École des Ponts et Chaussées entre 1841 i 1855 i École Polytechnique entre 1851 i 1860), va desenvolupar un nou pla d'estudis universitaris en mecànica i va escriure diversos llibres de text, inclòs un text seminal sobre enginyeria hidràulica.
Es va retirar el 1864 i va morir deu anys després a Neuilly-sur-Seine on està enterrat.
Va ser honorat apareixent el seu cognom a la Torre Eiffel.

## Obres publicades
- (1828) Essai sur la Solution Numérique de quelques Problèmes Relatifs au Mouvement Permanent des Eaux Courantes (Assaig sobre la solució numèrica d'alguns probleme relatius al moviment permanent de les aigues corrents) Carilian-Goeury, Paris. És el fruit dels seus treballs d'hidràulica als canals navegables, on es troba la primera formulació de l'avui coneguda com equació de Berlanger.[7][8]
- (1841). Notes sur l'Hydraulique (Notes sobre l'hidràulica) École Royale des Ponts et Chaussées, Paris.
- (1847). Cours de Mécanique ou Résumé de Leçons sur la Dynamique, la Statique et leurs Applications à l'Art de l'Ingénieur. (Curs de macànica o resum de les classes de dinàmica, estàtica i les seves aplicacions a l'art de l'enginyer) Carilian Goeury et V. Dalmont, Paris.